# 贡比涅
貢比涅（法語：Compiègne，發音：[kɔ̃pjɛɲ] ⓘ，旧译康白尼、康边），法国北部城市，上法兰西大区瓦兹省的一个市镇，同时也是该省的一个副省会，下辖贡比涅区，其市镇面积为53.1平方公里，2022年1月1日时人口数量为40,808人，在法国市镇中排名第186位。
贡比涅位于瓦兹河畔，距离法国首都巴黎東北80公里。贡比涅因同名城堡和森林而闻名，1918年德国向法国投降的协议和1940年法国向德国投降的协议均在此签订。现代贡比涅是一个区域性的中心城市，当地拥有法国首个免费城市公共交通系统和一所综合性工程师学校，有两条铁路线在此交汇。

## 地名来源
“贡比涅”一名最初于公元6世纪以的形式被记载，法国历史学家阿尔贝·多扎认为该名称来源于拉丁语，意为“供穿越的道路”，可能与其附近的森林有关。

## 历史

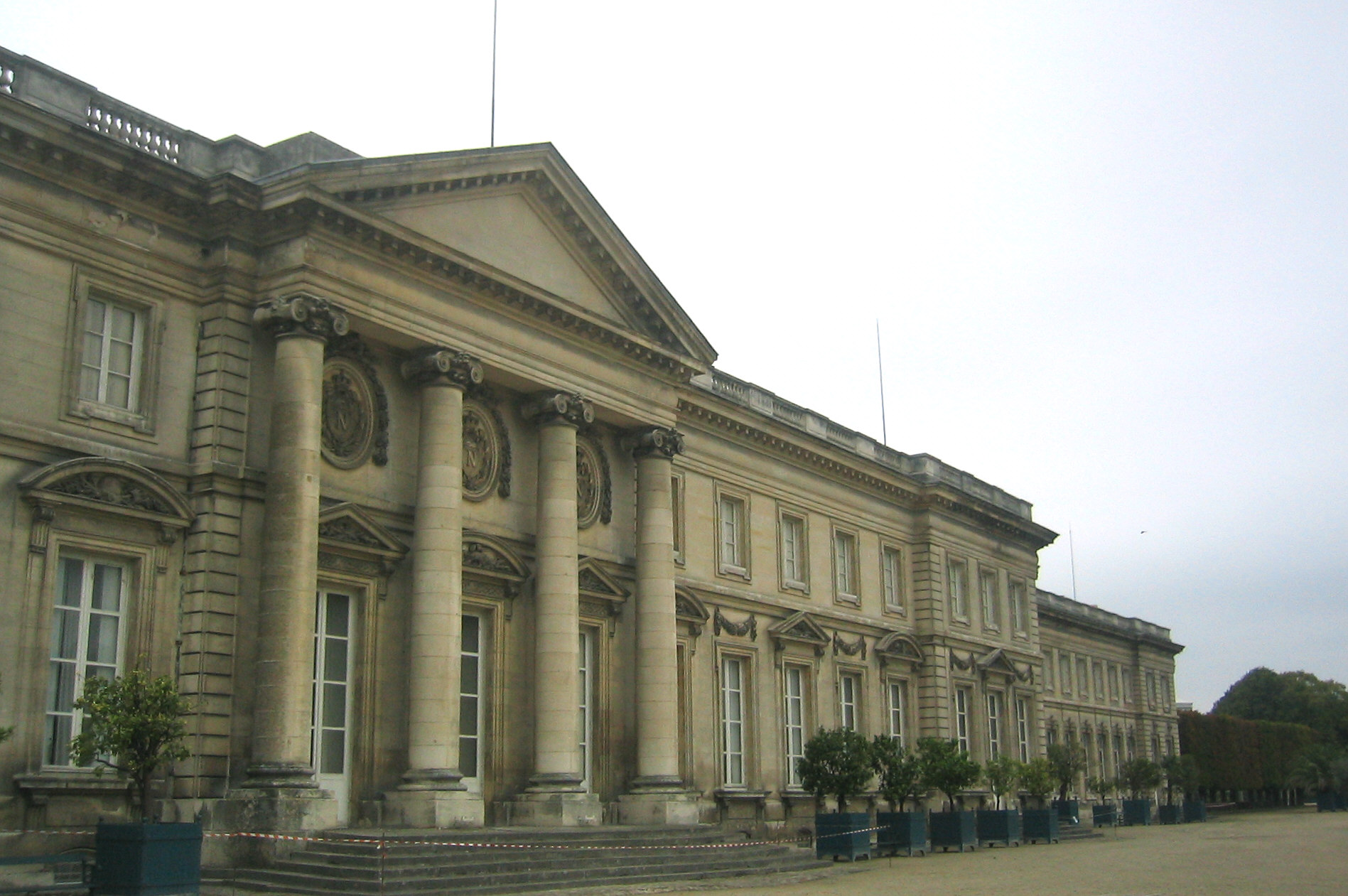
贡比涅城堡

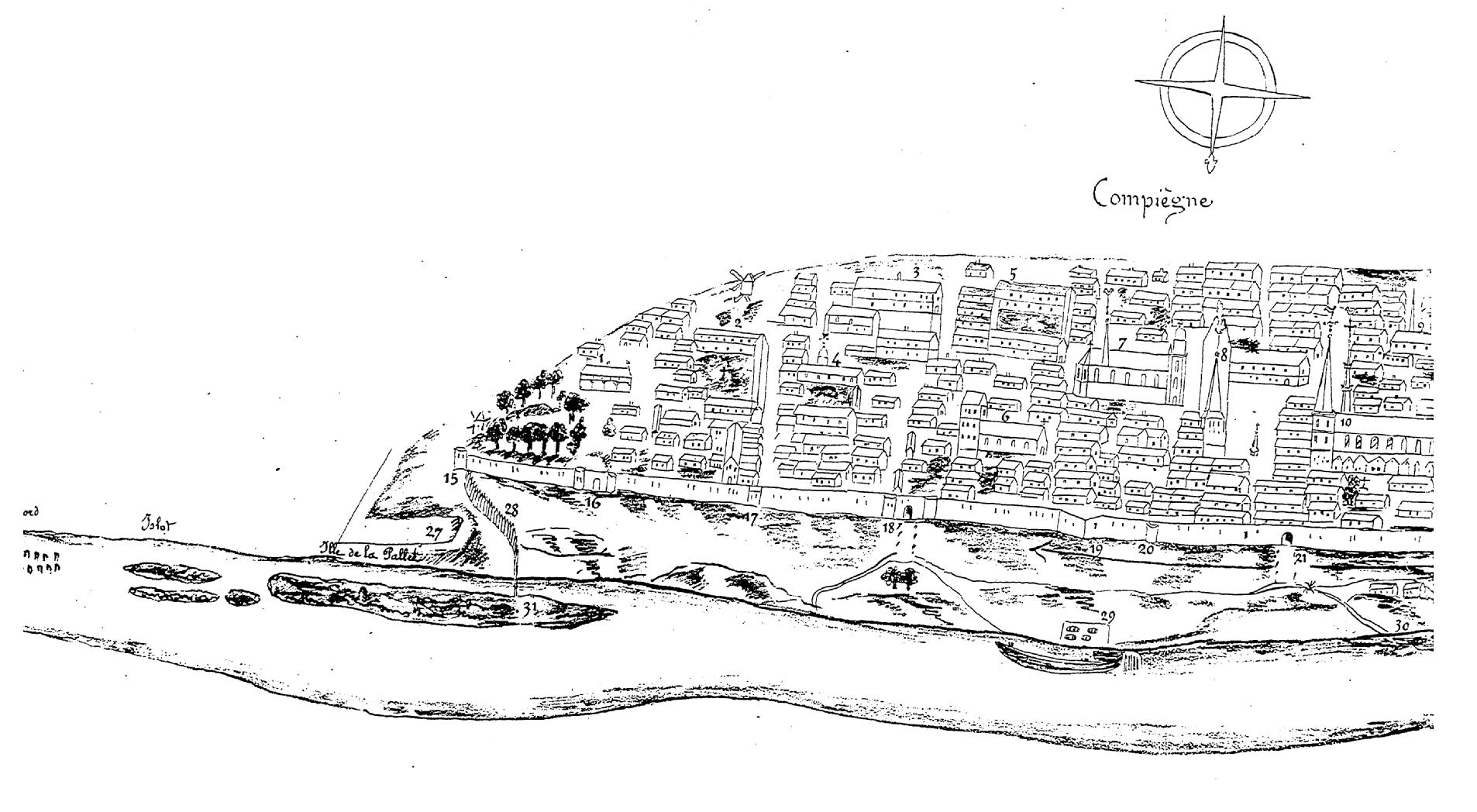
1671年的贡比涅

公元5世纪时，贡比涅因其附近的狩猎活动而逐渐形成村镇，6世纪后，贡比涅成为法兰克王国的一部分，当地出现了皇家狩猎场和一处行宫。法兰克国王克洛泰尔一世于561年在此逝世。876年，秃头查理批准在贡比涅境内修建圣玛丽教堂（collégiale Sainte-Marie），后成为圣科尔内耶修道院，路易二世和路易五世均埋葬于此。1380年查理五世下令在当地建造一座要塞。1207年，腓力二世为贡比涅颁布市镇宪章，当地逐渐成为一座商业码头。英法百年战争期间，贡比涅被勃艮第人占领，1430年，圣女贞德在此与英格兰-勃艮第联军展开围城战但未能成功，随后被逮捕，成为百年战争的一个转折点。1624年，法国和荷兰在贡比涅签订《贡比涅条约》，法国由此获得48万塔勒的赔款。1751年至1788年间，路易十五在贡比涅造了一座古典主義宫殿。19世纪初，拿破仑·波拿巴下令维修该宫殿，拿破仑三世则常常把它用作秋宫，1870年帝国结束后它被改为一座博物馆。第一次世界大战期间，贡比涅所处区域是重要的战场，从1917年4月至1918年3月同盟国的总部设立在贡比涅，这里还有一个大型的战地医院。1918年11月11日，法国元帅费迪南·福煦和德国政治家马蒂亚斯·埃茨贝格尔在贡比涅森林的一辆火车车厢中签署了《康边停战协定》，宣布第一次世界大战结束。1940年6月22日，纳粹德国将军威廉·凱特爾与法国将军夏尔·安齐热签署了第二次贡比涅停战协定，宣布法国投降。从1941年6月至1944年8月纳粹在贡比涅设立了鲁瓦亚略集中营，1942年7月6日第一批政治犯被运往奥斯威辛集中营，彼时，贡比涅市内有大型的抵抗运动团体——贡比涅集团。二战后，贡比涅逐渐发展成为一座区域性的工商业城市，大量来自北非及中东地区的移民驻扎于此，当地形成了多处穆斯林街区。1972年，贡比涅技术大学成立；1975年，贡比涅公交成为法国首个免费城市公共交通系统。

## 地理

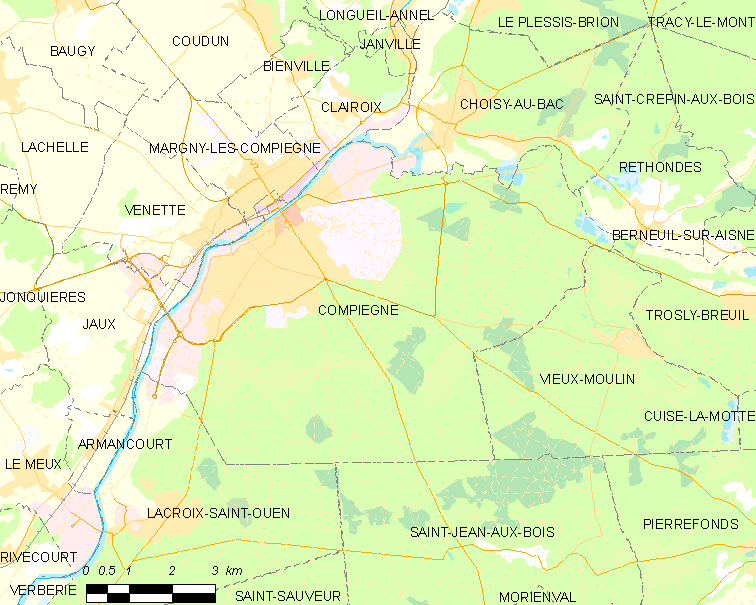
桑利斯市镇范围地图

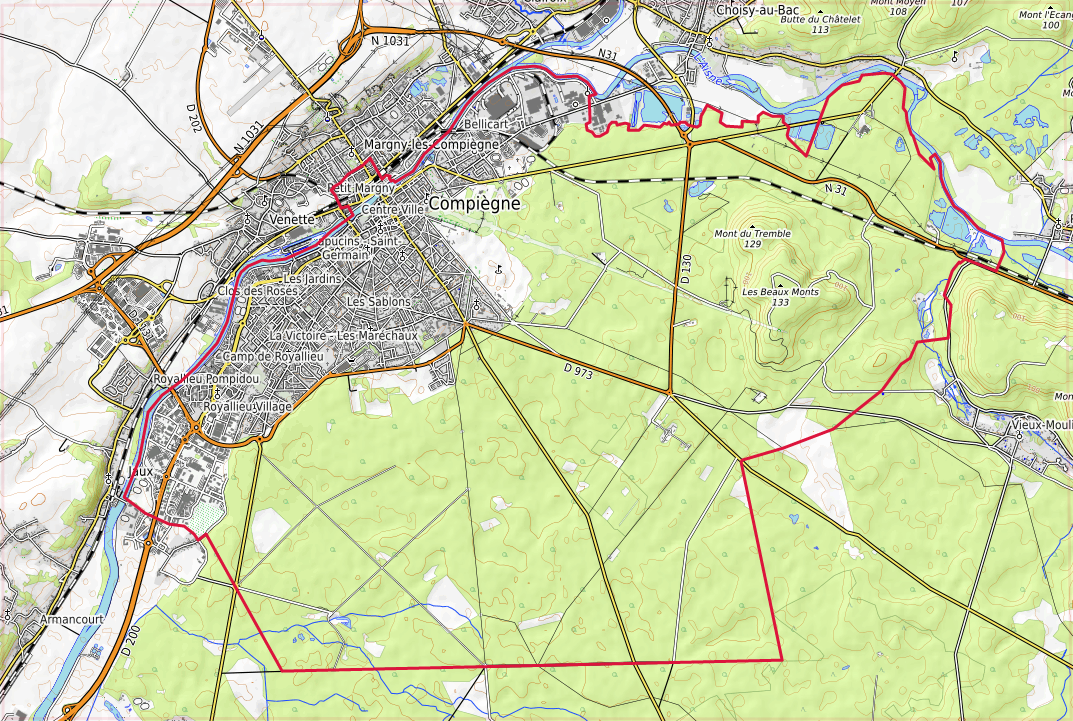
贡比涅市镇范围

贡比涅位于法国北部，上法兰西大区南部偏东和瓦兹省东部，距离省会博韦大约59公里。与贡比涅接壤的市镇包括：若镇、舒瓦西欧巴克、克莱鲁瓦、拉克鲁瓦圣旺、马尔尼莱贡比涅、勒通德、圣让欧布瓦、特罗利布勒伊、沃内特、维约穆兰。

### 地形
贡比涅位于皮卡第平原东南部，境内以平原和浅丘为主，市区地势平坦，全境海拔在31到134米之间。

### 水文
瓦兹河自东北向西南流经境内，贡比涅市区位于该河左岸，但位于右岸的贡比涅火车站街区也是其市镇范围。

### 植被
贡比涅属于温带落叶林区，市区东南部有大型天然森林分布，靠近市区部分被开辟为贡比涅城堡公园（Parc du Château de Compiègne）。

### 气候
贡比涅在柯本气候分类法中属于温带海洋性气候。
贡比涅市区西北部的贡比涅附近马尔尼设有气象站，以下为该气象站的数据（其中日照数据取自克雷伊）：
| 贡比涅附近马尔尼1981年－2019年 | 贡比涅附近马尔尼1981年－2019年 | 贡比涅附近马尔尼1981年－2019年 | 贡比涅附近马尔尼1981年－2019年 | 贡比涅附近马尔尼1981年－2019年 | 贡比涅附近马尔尼1981年－2019年 | 贡比涅附近马尔尼1981年－2019年 | 贡比涅附近马尔尼1981年－2019年 | 贡比涅附近马尔尼1981年－2019年 | 贡比涅附近马尔尼1981年－2019年 | 贡比涅附近马尔尼1981年－2019年 | 贡比涅附近马尔尼1981年－2019年 | 贡比涅附近马尔尼1981年－2019年 | 贡比涅附近马尔尼1981年－2019年 |
| 月份                           | 1月                            | 2月                            | 3月                            | 4月                            | 5月                            | 6月                            | 7月                            | 8月                            | 9月                            | 10月                           | 11月                           | 12月                           | 全年                           |
| ------------------------------ | ------------------------------ | ------------------------------ | ------------------------------ | ------------------------------ | ------------------------------ | ------------------------------ | ------------------------------ | ------------------------------ | ------------------------------ | ------------------------------ | ------------------------------ | ------------------------------ | ------------------------------ |
| 历史最高温 °C（°F）            | 14.8 (58.6)                    | 16.8 (62.2)                    | 22.1 (71.8)                    | 27.5 (81.5)                    | 30.6 (87.1)                    | 35.3 (95.5)                    | 37.2 (99.0)                    | 39.2 (102.6)                   | 32.2 (90.0)                    | 28.2 (82.8)                    | 19.9 (67.8)                    | 16.4 (61.5)                    | 39.2 (102.6)                   |
| 平均高温 °C（°F）              | 6.1 (43.0)                     | 7.9 (46.2)                     | 11.5 (52.7)                    | 15.1 (59.2)                    | 18.8 (65.8)                    | 22.1 (71.8)                    | 24.6 (76.3)                    | 24.5 (76.1)                    | 20.5 (68.9)                    | 15.9 (60.6)                    | 10.1 (50.2)                    | 6.1 (43.0)                     | 15.3 (59.5)                    |
| 日均气温 °C（°F）              | 3.6 (38.5)                     | 4.9 (40.8)                     | 7.4 (45.3)                     | 10.2 (50.4)                    | 13.8 (56.8)                    | 16.7 (62.1)                    | 18.9 (66.0)                    | 18.9 (66.0)                    | 15.5 (59.9)                    | 11.9 (53.4)                    | 7.3 (45.1)                     | 3.8 (38.8)                     | 11.1 (52.0)                    |
| 平均低温 °C（°F）              | 1.1 (34.0)                     | 1.8 (35.2)                     | 3.4 (38.1)                     | 5.3 (41.5)                     | 8.9 (48.0)                     | 11.2 (52.2)                    | 13.2 (55.8)                    | 13.3 (55.9)                    | 10.4 (50.7)                    | 7.9 (46.2)                     | 4.4 (39.9)                     | 1.5 (34.7)                     | 6.9 (44.4)                     |
| 历史最低温 °C（°F）            | −15 (5)                        | −10.3 (13.5)                   | −10.4 (13.3)                   | −4.4 (24.1)                    | −0.6 (30.9)                    | 3.1 (37.6)                     | 4.9 (40.8)                     | 4.9 (40.8)                     | 0.5 (32.9)                     | −4.6 (23.7)                    | −10.4 (13.3)                   | −11.3 (11.7)                   | −15 (5)                        |
| 平均降水量 mm（）              | 53.3 (2.10)                    | 45.7 (1.80)                    | 46.9 (1.85)                    | 48.1 (1.89)                    | 58 (2.3)                       | 51 (2.0)                       | 59.7 (2.35)                    | 70.9 (2.79)                    | 49.8 (1.96)                    | 63.9 (2.52)                    | 55.3 (2.18)                    | 59.6 (2.35)                    | 662.2 (26.07)                  |
| 月均日照時數                   | 54.1                           | 57                             | 172.7                          | 245.2                          | 164.6                          | 251.7                          | 233.5                          | 207                            | 172.6                          | 130                            | 46.8                           | 48.6                           | 1,783.8                        |
| 来源：infoclimat.fr            |                                |                                |                                |                                |                                |                                |                                |                                |                                |                                |                                |                                |                                |

## 行政区划
贡比涅是法国上法兰西大区瓦兹省的一个市镇，编号为60159，它也是瓦兹省的一个副省会。贡比涅下辖贡比涅区，管理贡比涅第一县和第二县，同时也是贡比涅城市圈公共社区的办公驻地。
法国国家统计与经济研究所（简称）在进行数据统计时，将贡比涅及相邻的另外13个市镇设为贡比涅城市核心区，并将包括核心区在内的周边共47个市镇划为贡比涅城市区。同时，还将贡比涅市镇分为了19个“块区”（IRIS），以便于统计人口分布情况。

## 交通

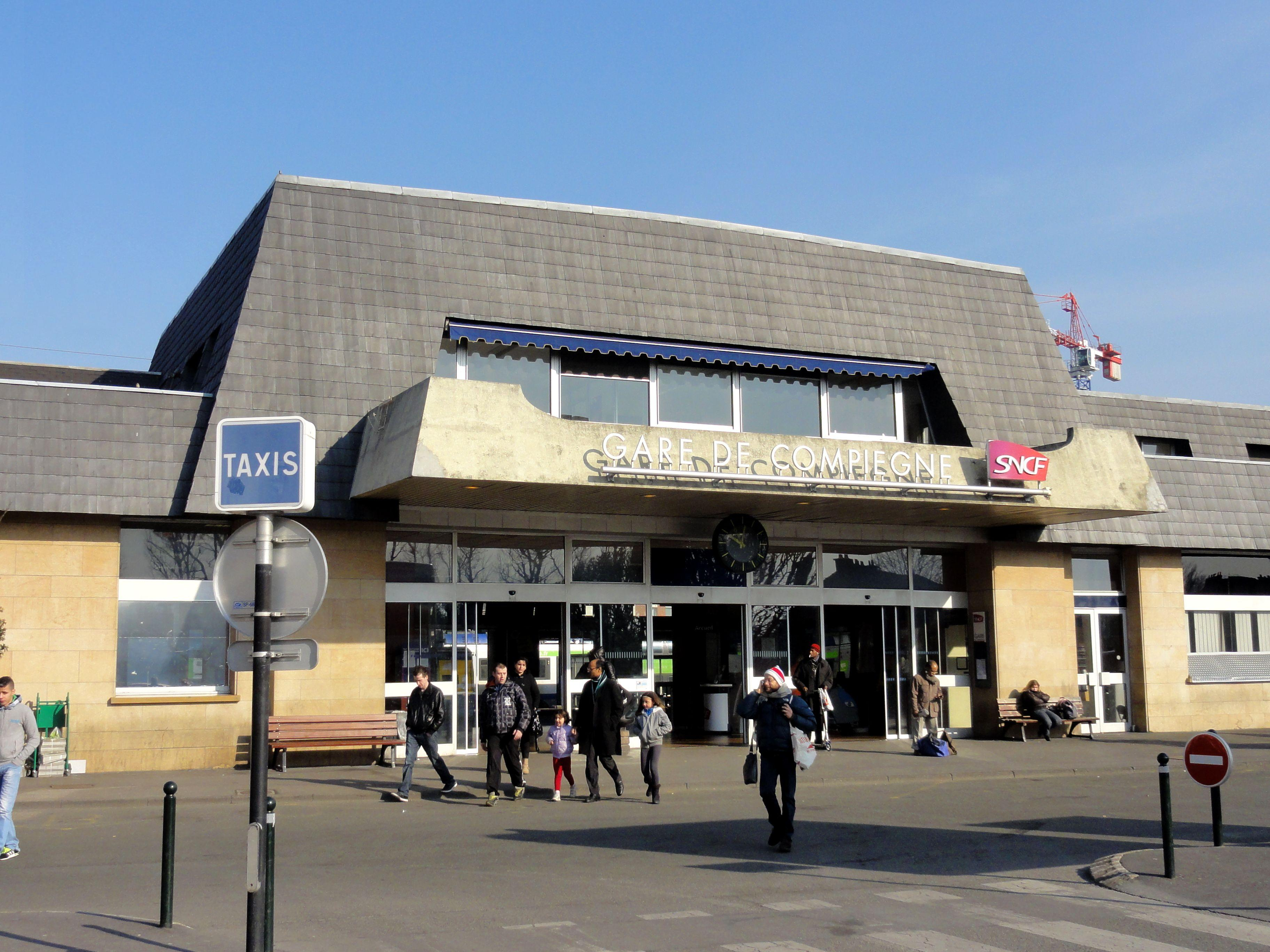
贡比涅站

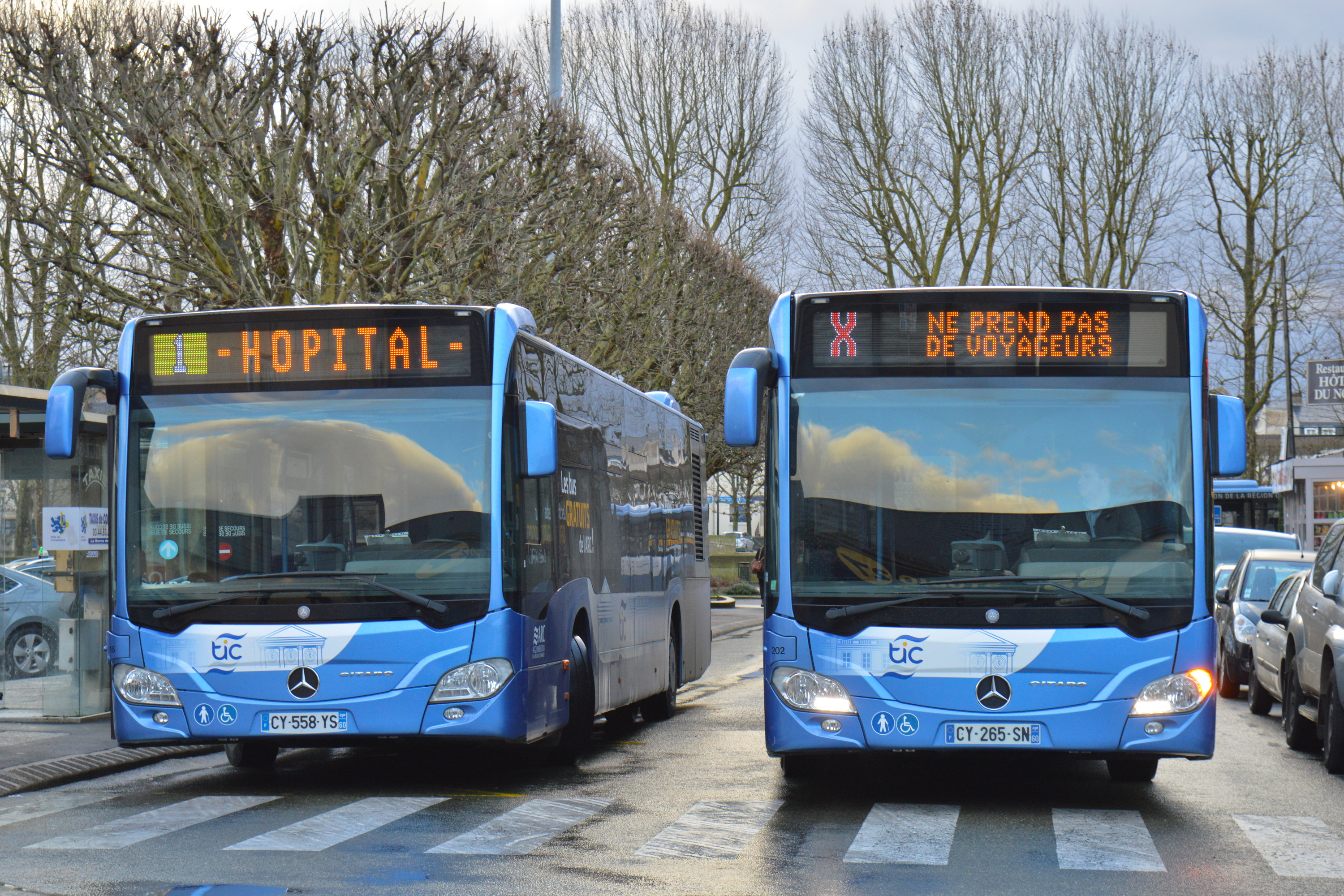
贡比涅公交

### 公路
法国国道N31线和多条瓦兹省省道在贡比涅境内交汇，上法兰西大区下属的城际客运提供巴士线路，可前往苏瓦松、博韦、瓦兹省克莱蒙以及贡比涅附近的部分市镇。
2017年，67.4%的贡比涅家庭拥有至少一辆的私人汽车。2018年，贡比涅境内共发生各类交通事故28起，造成37人受伤。

### 铁路
贡比涅位于克雷伊－热蒙铁路上。贡比涅站位于市区西北部，瓦兹河右岸，该站停靠往返于巴黎和莫伯日一线的快速列车，以及前往亚眠的区域列车。

### 航空
距离贡比涅最近的民用航空站为巴黎戴高乐机场，距离贡比涅市中心的公路里程约60公里。

### 城市公共交通
贡比涅城市公共交通（商业名称为，简称）是当地的城市公共交通系统，自1975年起免费供民众使用，贡比涅也是法国首个推行免费公交的城市。截至2020年11月，该系统共包括7条公交线路，路网覆盖了贡比涅市区内的主要街道和居民区。

## 政治

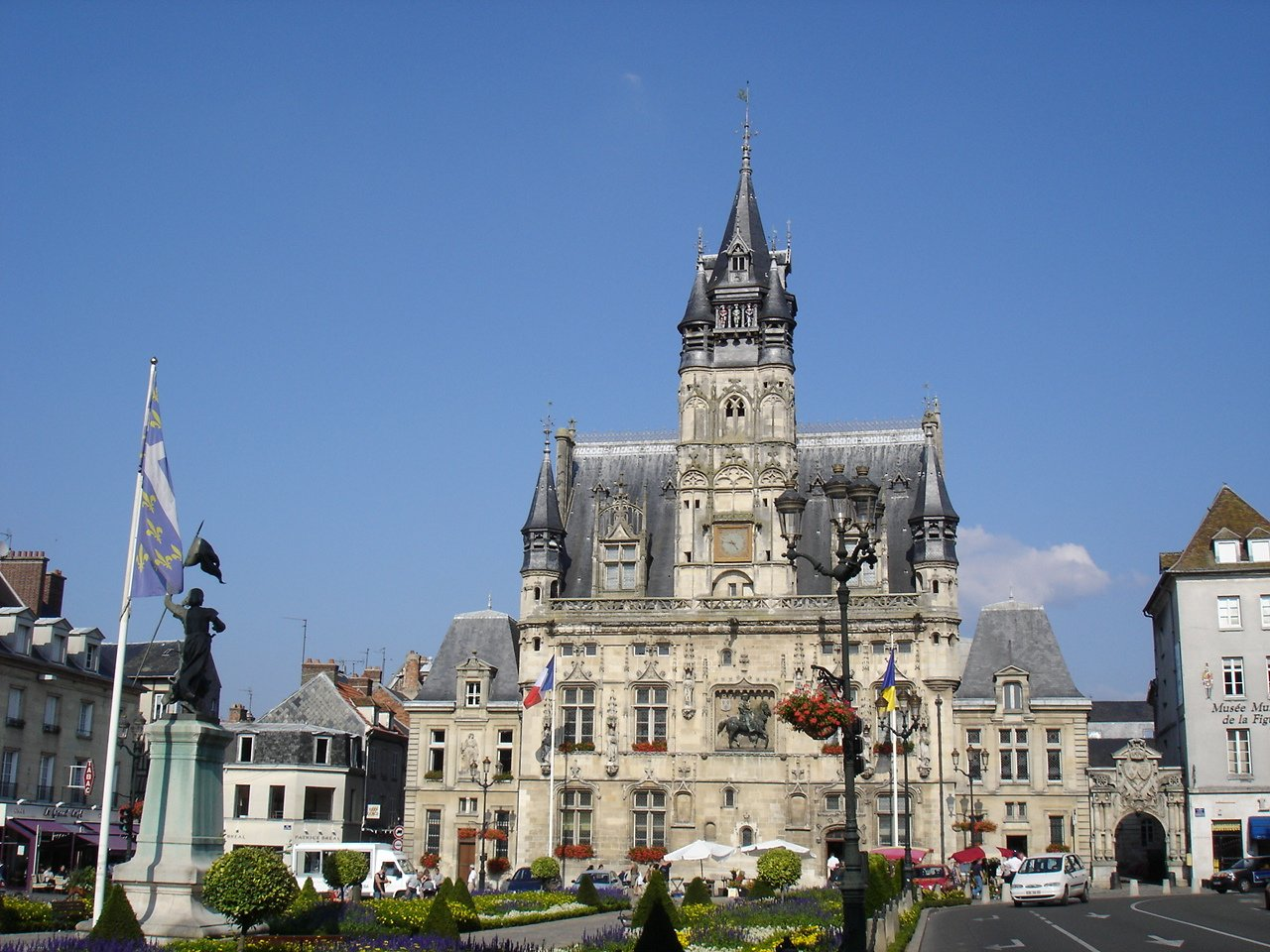
贡比涅市政厅

贡比涅的现任市长为菲利普·马里尼先生，他是共和党的一名成员，在2020年的市政选举中获得了57.86%的支持率。
在2017年的法国总统大选中，法国第25任总统埃马纽埃尔·马克龙在贡比涅获得了70.4%的支持率。
| 贡比涅历届市长 |                    |                                            |
| 任期           | 市长               | 党派                                       |
| 1945年－1947年 | 雅姆·德·罗斯柴尔德 | RAD激进党                                  |
| 1947年－1954年 | 让·勒让德尔        | PRL自由共和党                              |
| 1954年－1959年 | 亨利·阿德诺        | 不详                                       |
| 1959年－1987年 | 让·勒让德尔        | CNIP全国独立人士与农民中心                 |
| 1987年－       | 菲利普·马里尼      | RPR保衛共和聯盟 →UMP人民运动联盟 →LR共和黨 |

## 人口
2017年，贡比涅市镇人口数量为40,199，在法国排名第186位。其中男性19,156人，女性21,043人，75岁及以上人口占7.5%，外籍人口数量为11,919人，人口密度为757人/平方公里，当地居民被称为（男性）或（女性）。2018年，贡比涅境内出生487人，死亡人口436人。
| 年份   | 1936   | 1946   | 1954   | 1962   | 1968   | 1975   | 1982   | 1990   | 1999   | 2006   | 2011   | 2016   | 2017   |
| ------ | ------ | ------ | ------ | ------ | ------ | ------ | ------ | ------ | ------ | ------ | ------ | ------ | ------ |
| 人口數 | 18,885 | 18,218 | 22,325 | 24,427 | 29,700 | 37,699 | 40,384 | 41,896 | 41,254 | 42,036 | 39,517 | 40,258 | 40,199 |

## 经济
贡比涅是一个区域性的中心城市，当地共有各类用人单位6,060家，其中98.05%为中小型企业（PME），平均历史为16年，行政、医疗及社会服务是当地的主要就业岗位类型。

## 财政收入
2018年，贡比涅的财政收入总额为58,052,400欧元，财政支出总额为54,774,400欧元，当年的债务总额为41,189,300欧元。
2014年，贡比涅的人均收入总额为2,654欧元，其中高职人员为4,914欧元，普通职员为1,896欧元。
2017年，贡比涅境内的青壮年（15至64岁）失业率为17%，当地42.7%的家庭拥有纳税资格。

## 社会事务

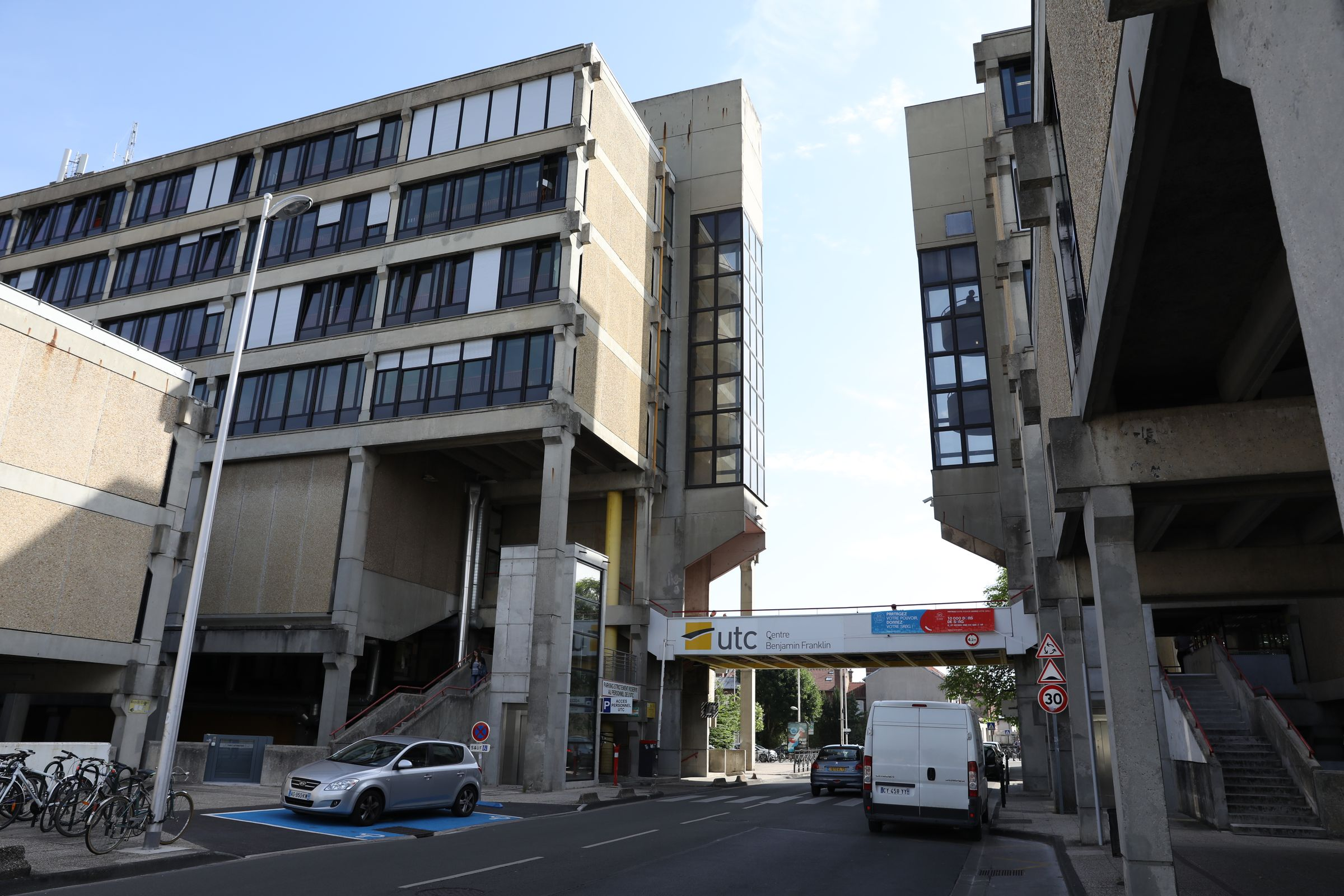
贡比涅技术大学

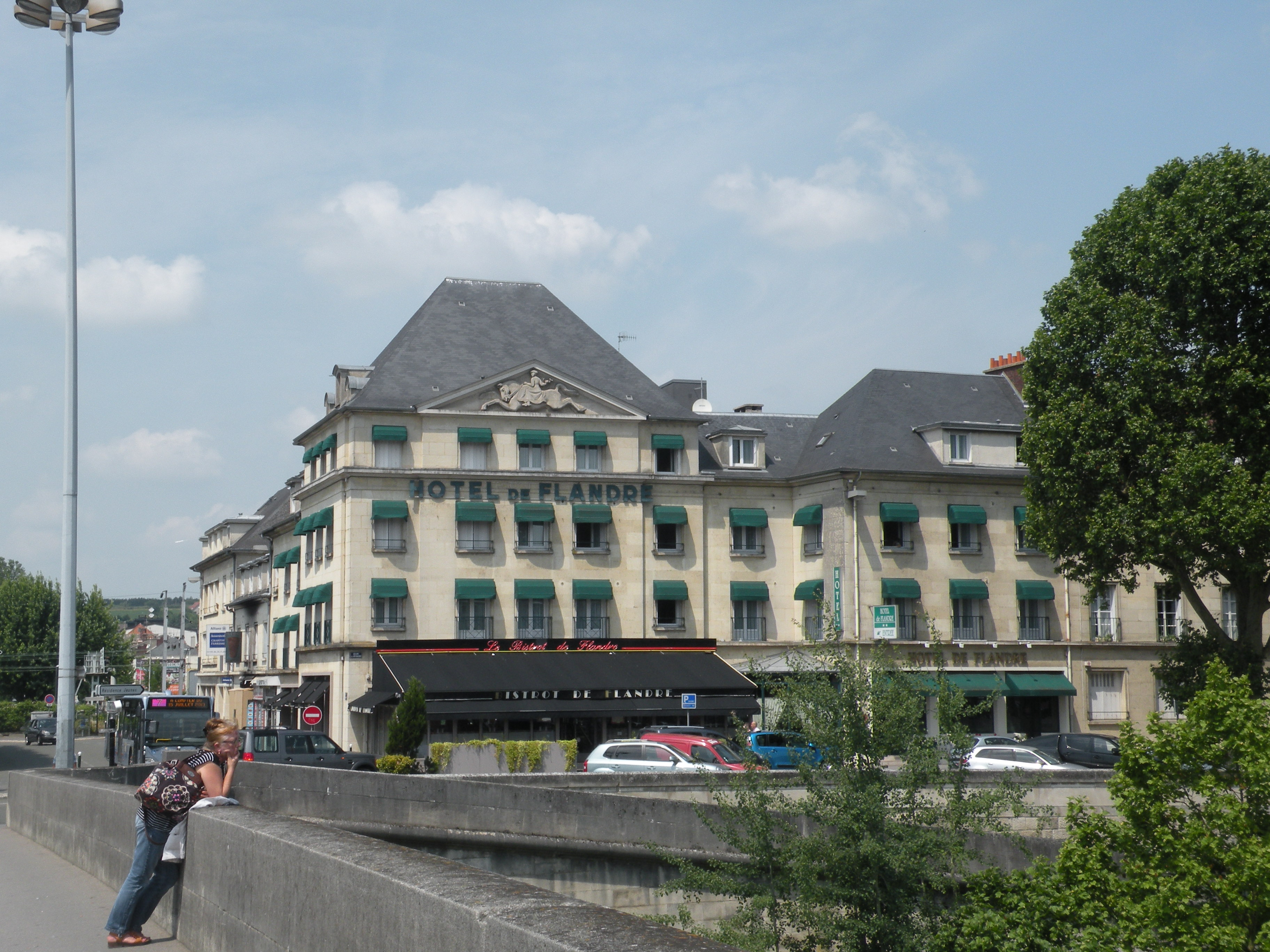
贡比涅市区的一处建筑

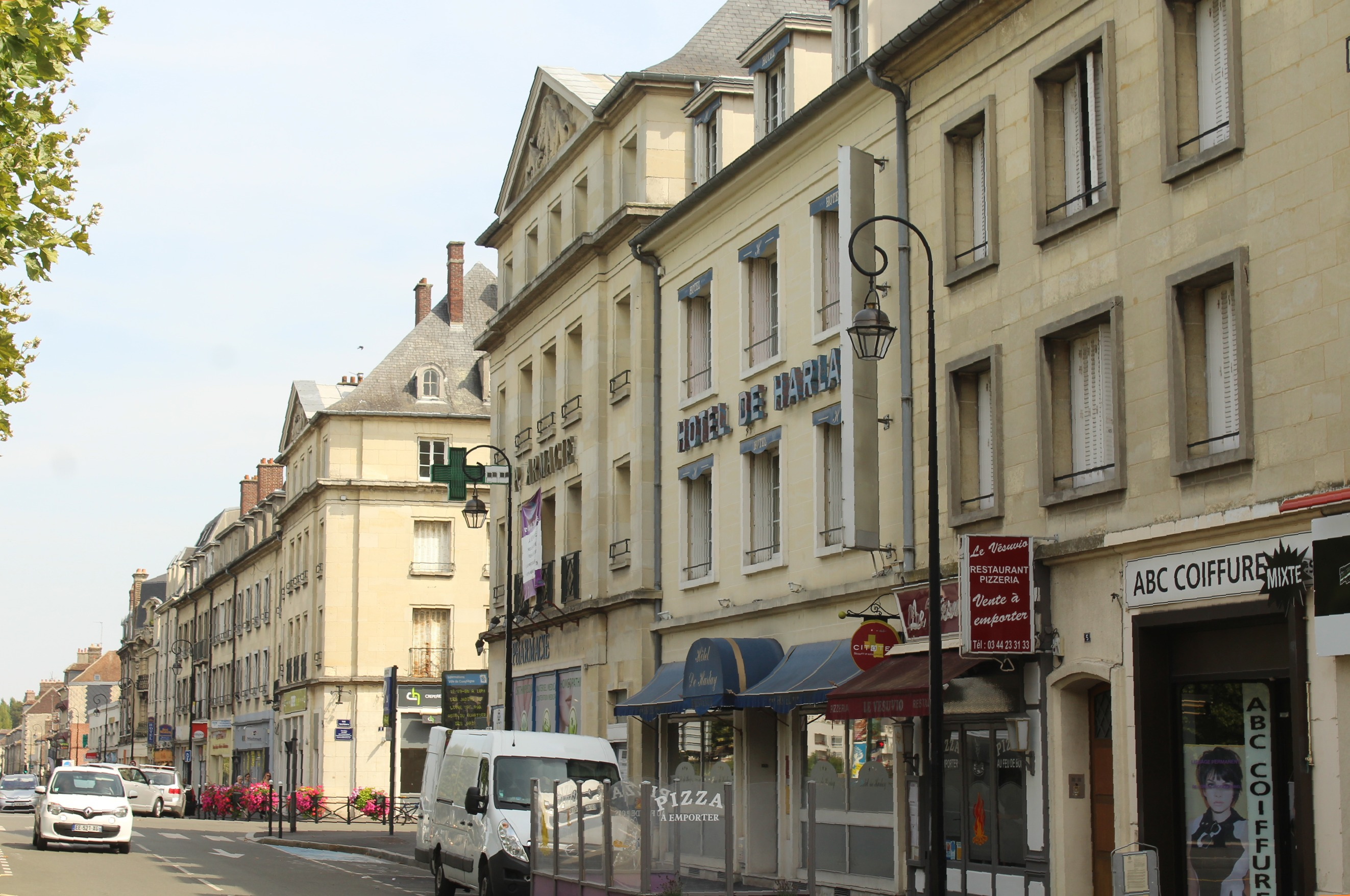
阿尔莱街

### 教育
贡比涅属于亚眠学区。截止2019年1月1日，贡比涅境内共有15所幼儿园、20所小学、7所初级中学、5所普通高中和4所职业高中。2018至2019学年度，贡比涅境内共有在校中等教育阶段学生7,197名。
在高等教育方面，贡比涅技术大学（UTC）和贡比涅高等商业学校位于其境内。

### 医疗
截止2019年1月1日，贡比涅境内共有全科医生46名、保健师41名、牙医39名、护士36名、耳科医生3名、眼科医生5名、皮肤科医生3名、助产士8名、儿科医生7名和妇科医生10名。境内共有药房13家、养老院8家、残疾人帮扶中心8家。
贡比涅中心医院，全名为“贡比涅-努瓦永市际中心医院”（Centre hospitalier intercommunal Compiègne Noyon），是法国的一个区域性医疗机构，其主病区位于贡比涅市区，设有床位1,055个，是当地规模最大的公立综合性医院。

### 住房
2017年，贡比涅境内共有各类住房21,453套，其中20.5%为独立式居民区，主要分布于市区中部；78.5%为集中式居民区，主要分布于市区东部、南部和西南部。常住房屋占贡比涅市镇范围内居民建筑总量的91.2%。

### 商业
2018年，贡比涅境内共有各类商铺2,694家，其中餐饮服务类919家。市区西南部建有大型开放式商业街区。

### 体育
2019年，贡比涅境内共有3家游泳池、10间体育馆、2座综合体育场、12处网球场、3处马术场、5处足球或橄榄球场、8处篮球或排球场以及1处高尔夫球场。
贡比涅足球联盟是当地的一支足球队，成立于1993年，2020至2021赛季参加上法兰西大区足球联赛。
从1977年开始，每年一度的巴黎–魯貝自行车赛由尚蒂伊改为从贡比涅开始。

### 环境
贡比涅的环境事务由其所属的公共社区负责。2018年，贡比涅境内共有3家污染企业。

### 治安
2014年，贡比涅及附近地区共发生各类案件3,692起，其中盗窃类案件2,284起，经济类案件263起，毒品交易类案件293起。

## 文化
2019年，贡比涅境内共有1家剧场和4家博物馆。贡比涅市政府提供多媒体中心，向公众全年开放。

### 建筑
贡比涅境内有多处法国国家文物保护单位，其中贡比涅城堡是当地的代表性建筑物。贡比涅城堡又称“贡比涅王宫”，是一座新古典式建筑，于1751年至1788年建成，拿破仑曾经住在这里并于1810年3月23日首次接见他后来的妻子，此后城堡有被整修和重新装饰。城堡周围有皇家猎场。现代贡比涅城堡成为了当地的一家博物馆，其周围则被开辟为大型公园。
贡比涅皇家剧场建于1866年，由拿破仑三世在一处加尔默罗会修道院的原址建造，1870年帝国覆没后还没有建成的剧院工地停工。从1987年开始剧院逐渐被整修，1991年终于建成。剧院经常演奏很少被上演的法国歌剧和轻歌剧。
圣雅各教堂是贡比涅市内的两座牧师教堂之一，建造于12世纪，在装饰上体现了许多关于聖雅各伯和去聖地牙哥朝圣的题材。教堂的钟楼是15世纪造的，17世纪加高，在上层有14名圣人的塑像。由于它就位于王宫变上，因此是国王来做礼拜的教堂，18世纪它被整体改装并获得了奢侈的装饰。从1998年开始此教堂是联合国教育、科学及文化组织世界遗产中圣雅各之路在法国部分的一部分。
除此之外，贡比涅近郊的森林内有一座福煦元帅的纪念碑和一座纪念德国1918年战败的纪念碑（一把击破德国鹰的剑）以及签署停战协定的火车车厢的复制品。1918年和1940年的停火协定均在此签署。

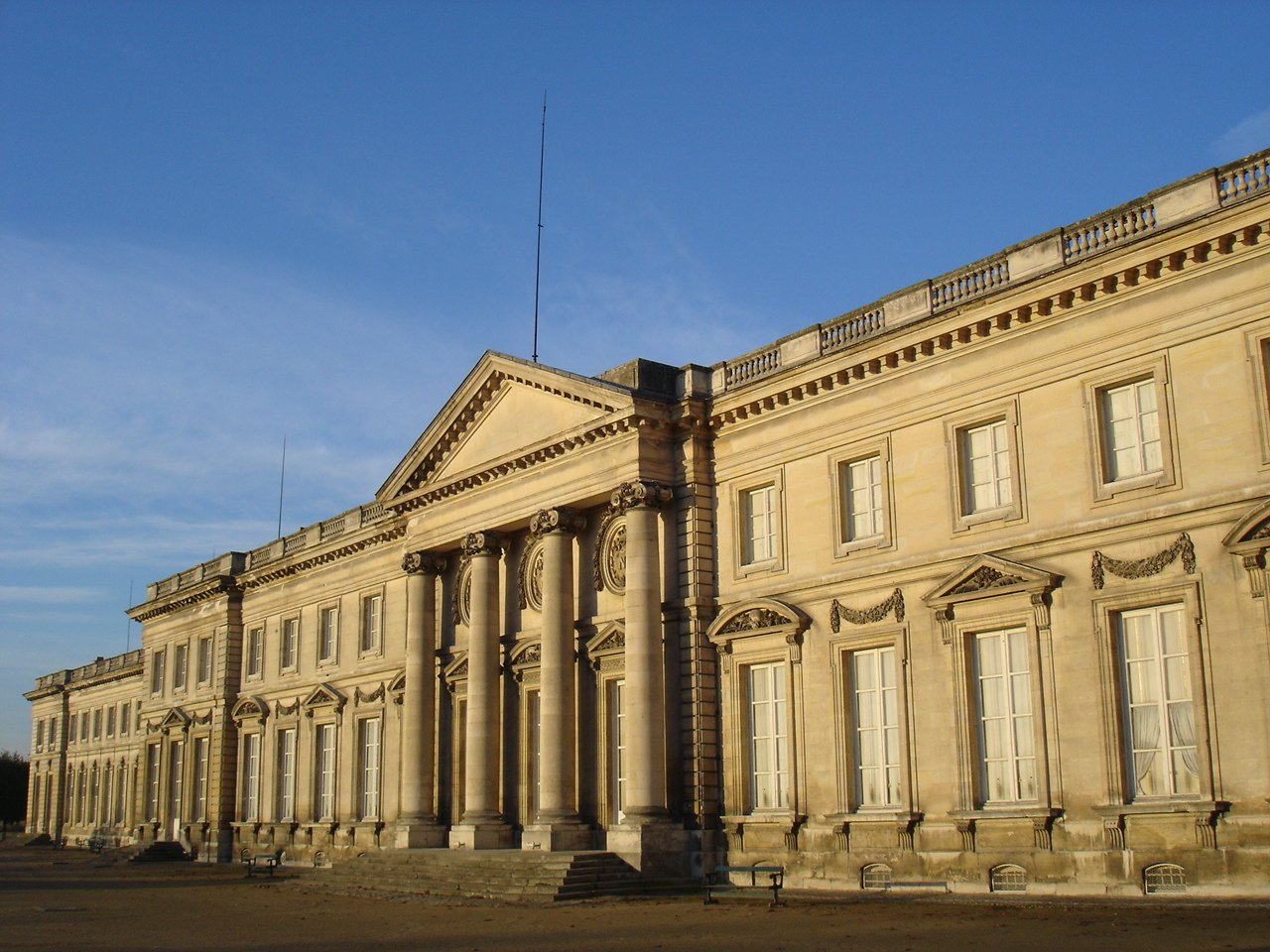
贡比涅城堡
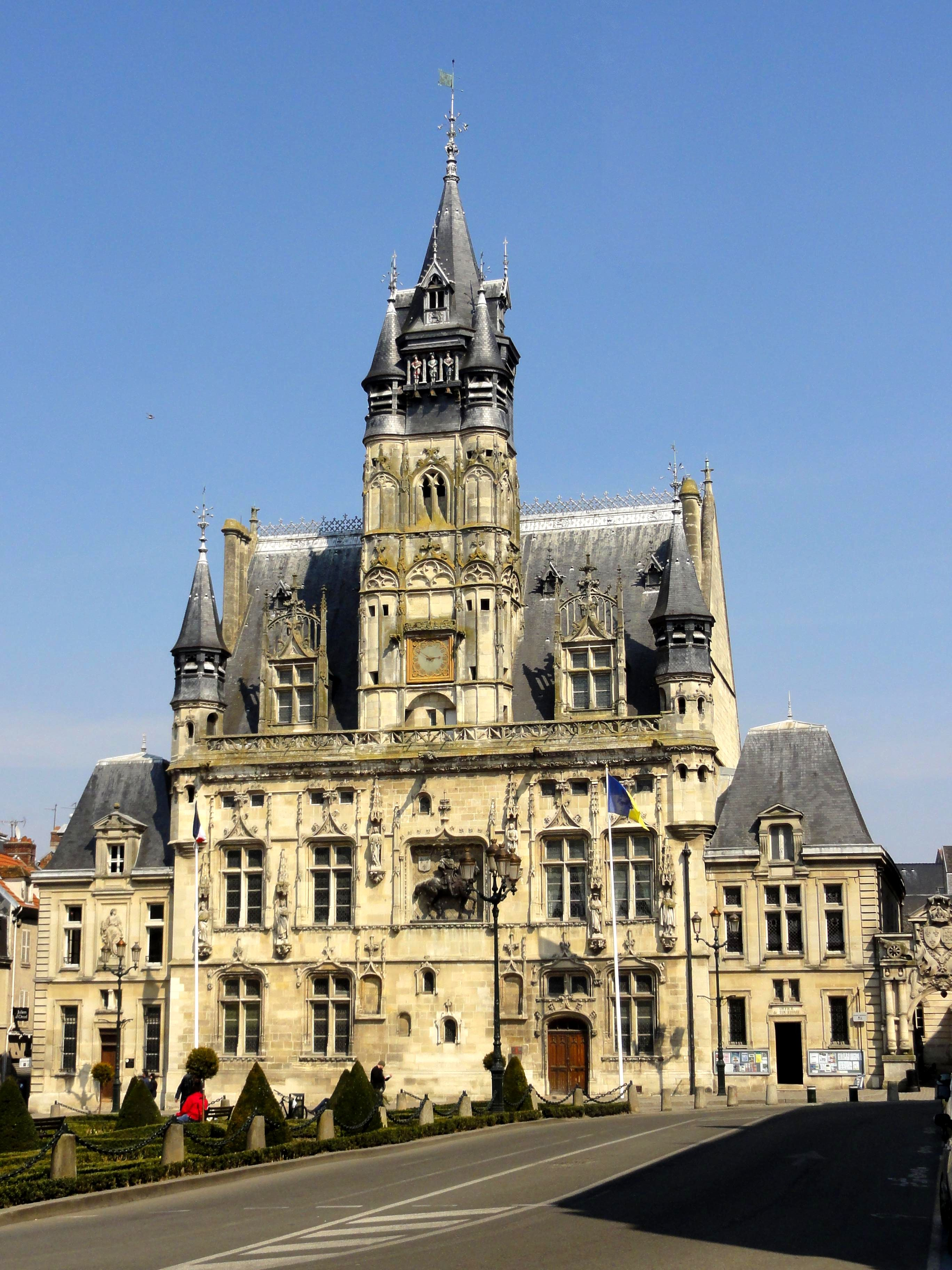
贡比涅市政厅（法语：Hôtel de ville de Compiègne）
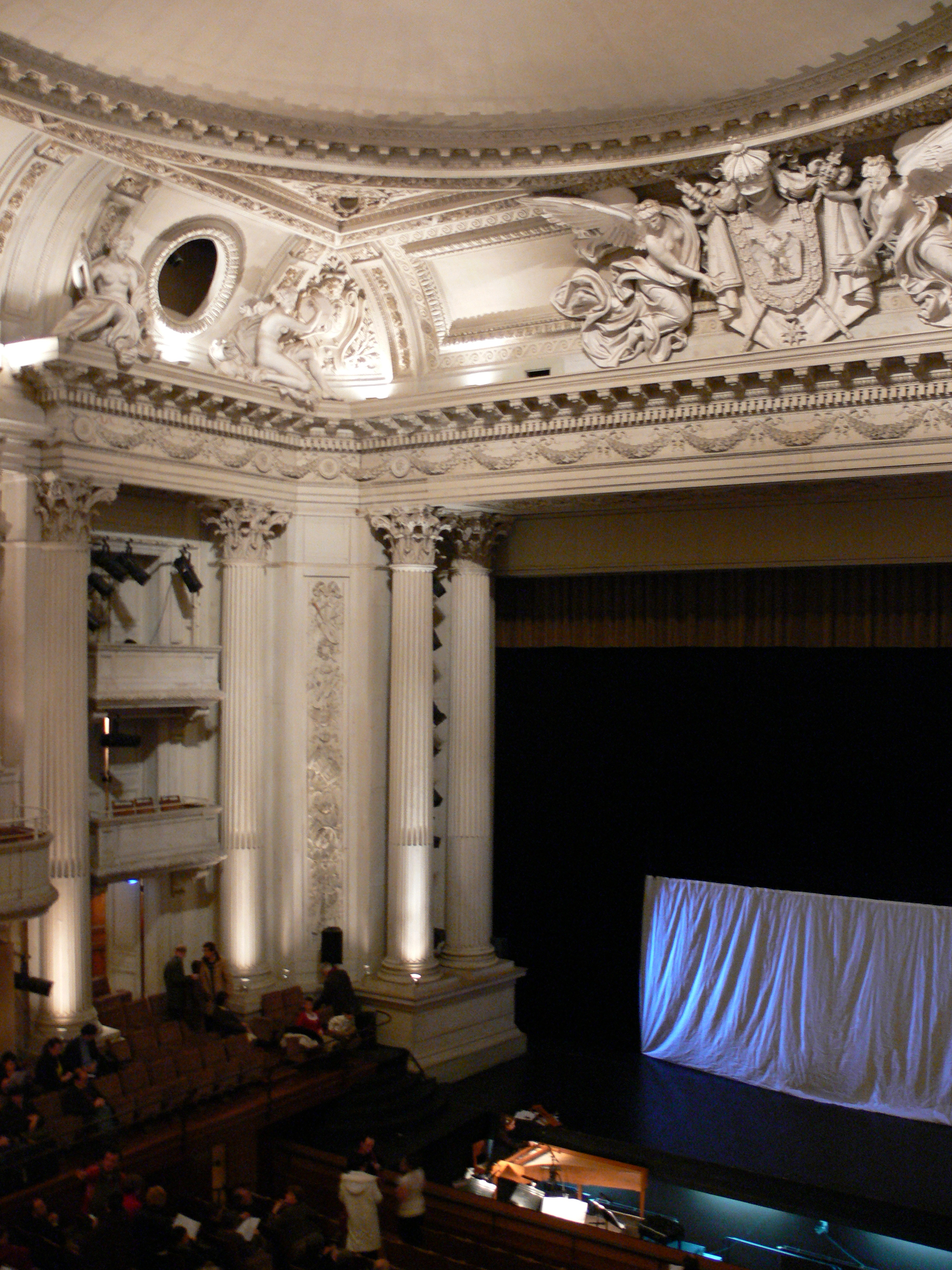
贡比涅皇家剧场（法语：Théâtre impérial de Compiègne）
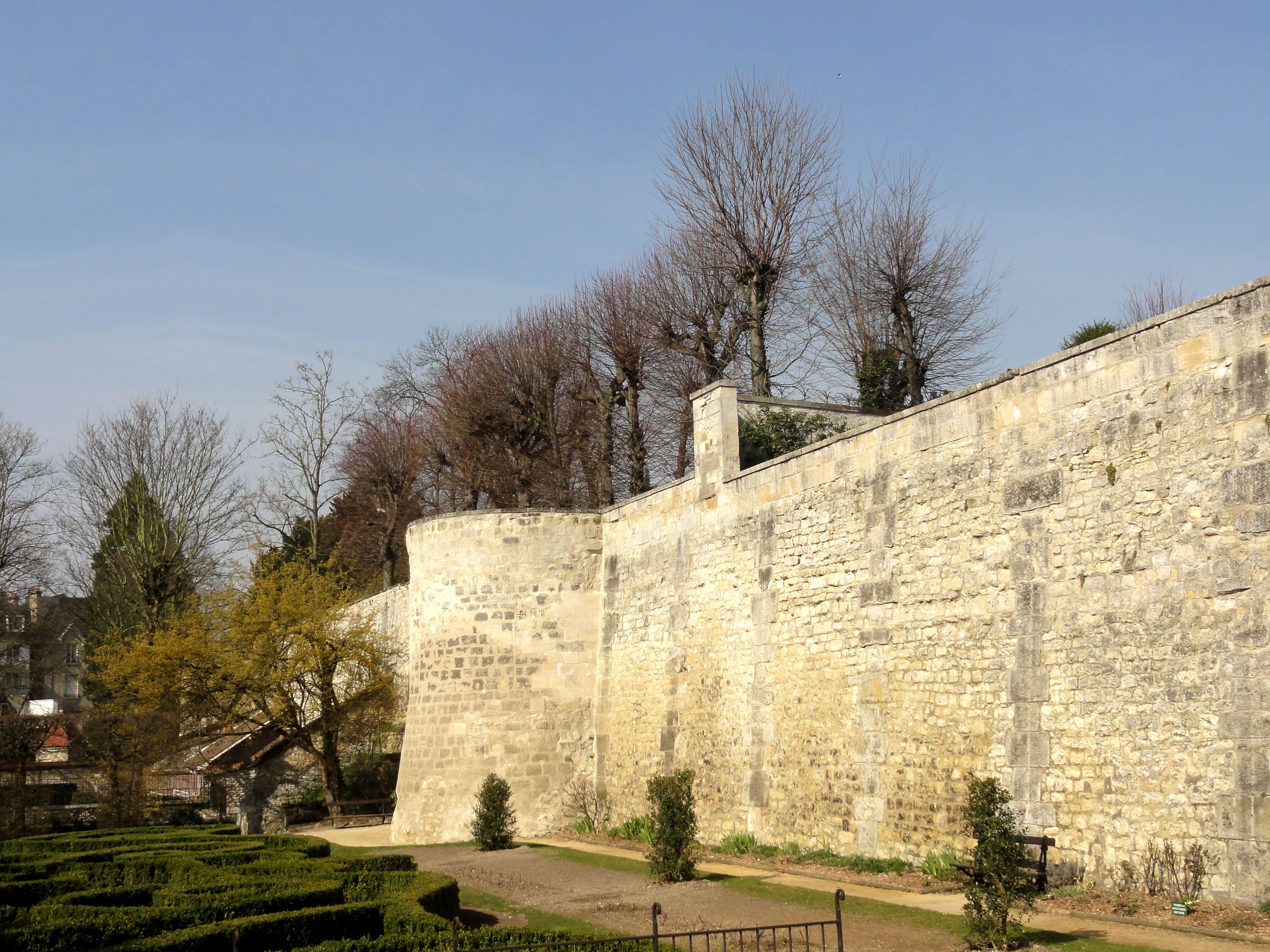
贡比涅城墙（法语：Remparts de Compiègne）旧址
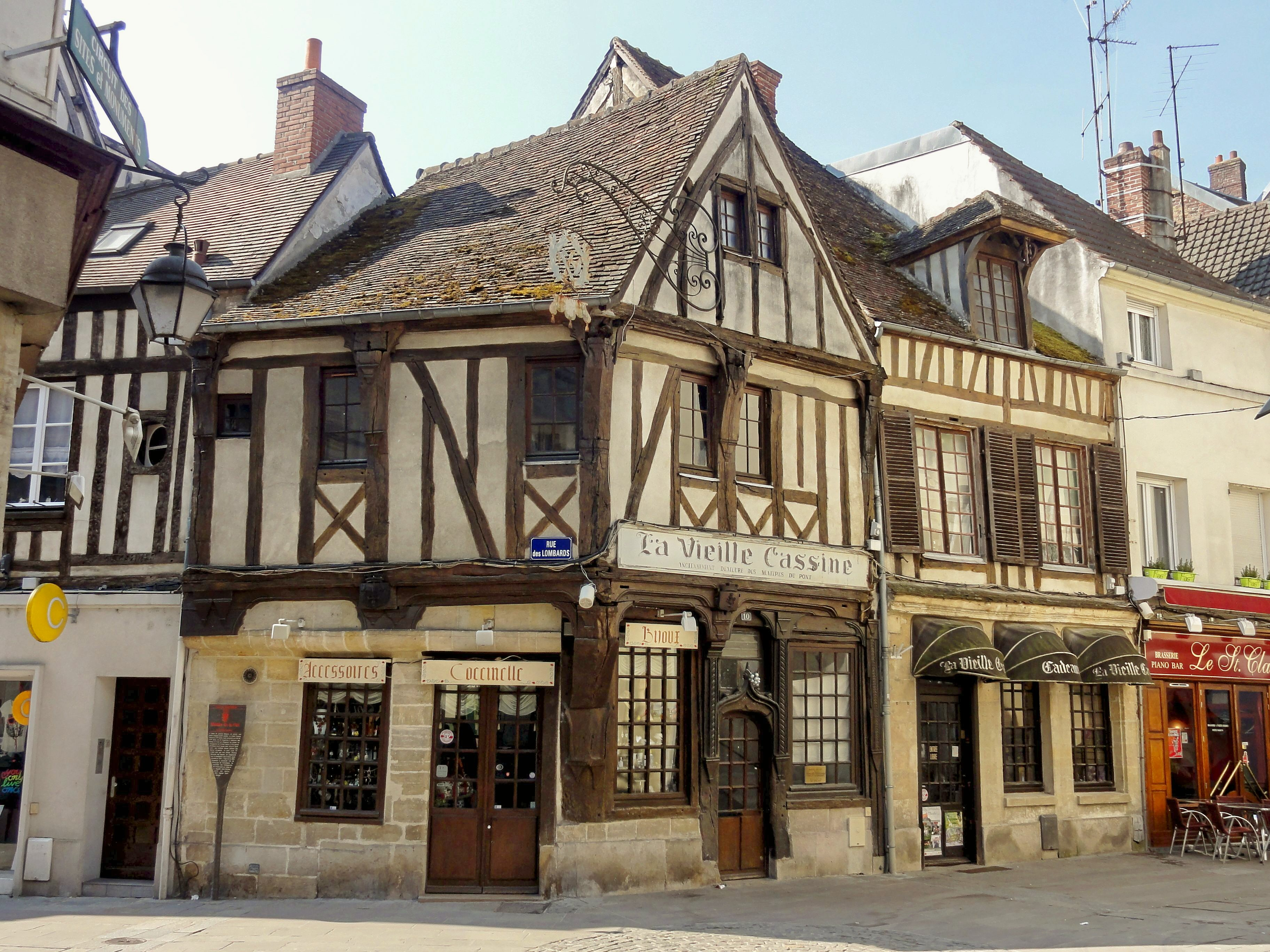
民居
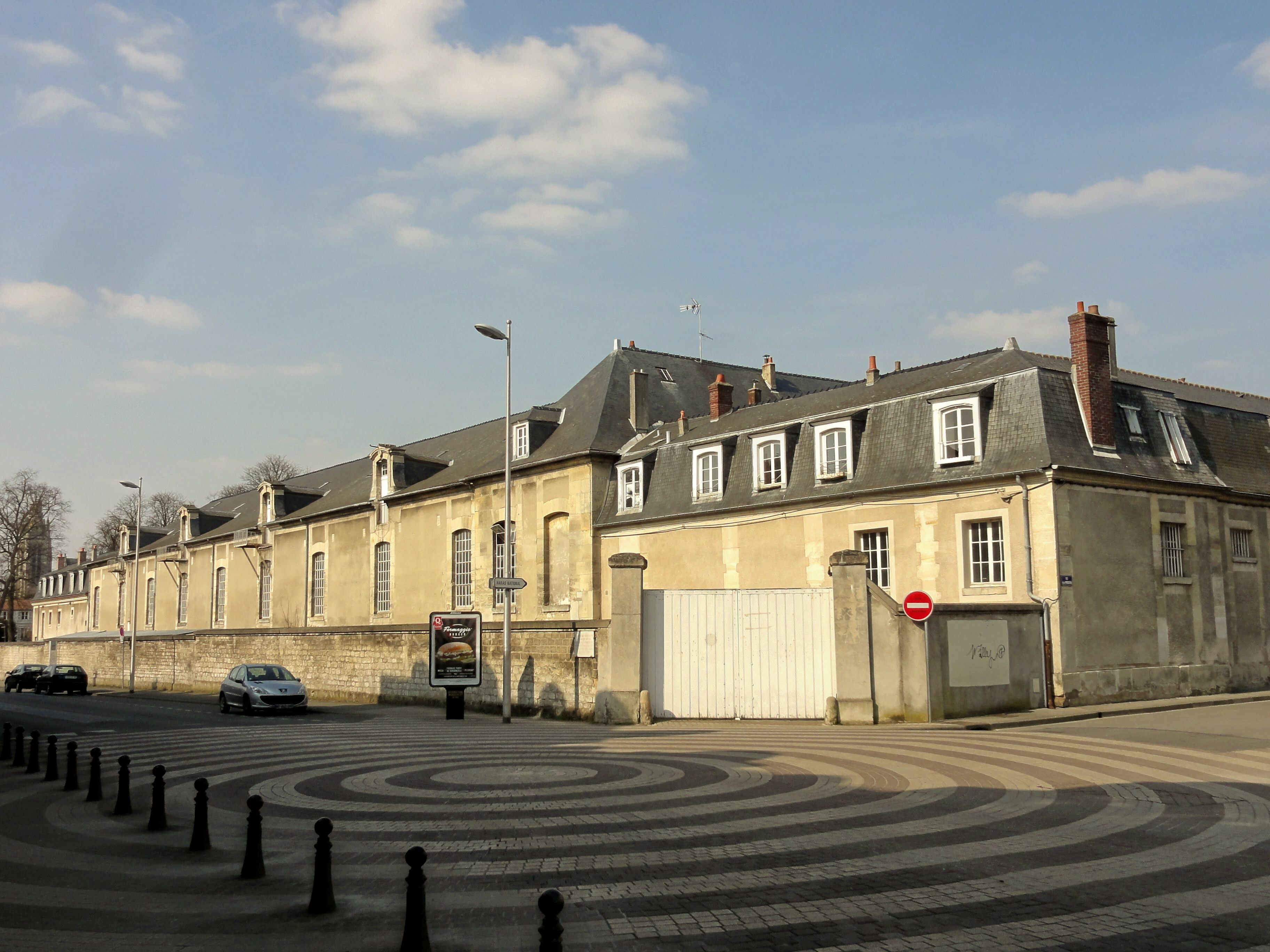
国家种马场

### 旅游
贡比涅的旅游事务由其所属的公共社区负责。2020年，贡比涅境内共有12家宾馆共计490间房间。

### 媒体
法国主要的媒体均可在贡比涅接收，法国电视三台下属的上法兰西大区频道在部分时段播出贡比涅所属区域的地方新闻。

## 相关人物
法国中世纪哲学家羅塞林、天文学家雅克·德·比伊、作家达尼埃尔·布朗热、网球运动员苏珊·朗格伦、足球运动员諾蘭·魯斯和貝迪治出生于贡比涅。

## 友好城市
截至2020年11月，贡比涅共与十一座城市互为友好城市关系：

| - 德国 兰茨胡特 - 比利时 于伊 - 美国 罗利 - 以色列 提夫翁村 - 黎巴嫩 傑津 - 葡萄牙 基馬拉斯 | - 義大利 阿罗纳 - 盧森堡 菲安登 - 日本 白河 - 波蘭 埃尔布隆格 - 英格兰 贝里圣埃德蒙兹 |